# Wereldbeker schaatsen 2021/2022 - Wereldbeker 1
De Wereldbeker schaatsen 2021/2022 Wereldbeker 1 was de eerste wedstrijd van het wereldbekerseizoen die van 12 tot en met 14 november 2021 plaatsvond in de Ice Arena Tomaszów Mazowiecki in Tomaszów Mazowiecki, Polen.

## Tijdschema
| Datum                | Tijd (CET) | Onderdeel                                                                                    |
| -------------------- | ---------- | -------------------------------------------------------------------------------------------- |
| Vrijdag 12 november  | 16:00      | 1e 500 m vrouwen 1e 500 m mannen 3000 m vrouwen 5000 m mannen                                |
| Zaterdag 13 november | 14:30      | 2e 500 m vrouwen 1500 m mannen 1000 m vrouwen massastart mannen ploegenachtervolging vrouwen |
| Zondag 14 november   | 14:30      | 2e 500 m mannen 1500 m vrouwen 1000 m mannen massastart vrouwen ploegenachtervolging mannen  |

## Podia

### Mannen
| Wedstrijd            | Goud                                              | Tijd              | Zilver                                            | Tijd              | Brons                                                     | Tijd              |
| 1e 500 m             | Gao Tingyu China                                  | 34,26             | Tatsuya Shinhama Japan                            | 34,54             | Laurent Dubreuil Canada                                   | 34,68             |
| 2e 500 m             | Tatsuya Shinhama Japan                            | 34,69             | Laurent Dubreuil Canada                           | 34,73             | Wataru Morishige Japan                                    | 34,74             |
| 1000 m               | Hein Otterspeer Nederland                         | 1.08,67           | Thomas Krol Nederland                             | 1.08,69           | Kjeld Nuis Nederland                                      | 1.08,83           |
| 1500 m               | Kim Min-seok Zuid-Korea                           | 1.46,15           | Ning Zhongyan China                               | 1.46,19           | Joey Mantia Verenigde Staten                              | 1.46,38           |
| 5000 m               | Nils van der Poel Zweden                          | 6.15,56           | Ted-Jan Bloemen Canada                            | 6.20,94           | Patrick Roest Nederland                                   | 6.21,03           |
| Massastart           | Masahito Obayashi Japan                           | 66 punten 7.56,91 | Roeslan Zacharov Rusland                          | 44 punten 7.56,99 | Zbigniew Bródka Polen                                     | 26 punten 8.09,48 |
| Ploegenachtervolging | Nederland Marcel Bosker Sven Kramer Patrick Roest | 3.44,56           | Canada Jordan Belchos Ted-Jan Bloemen Connor Howe | 3.45,76           | Japan Seitaro Ichinohe Masahito Obayashi Shane Williamson | 3.45,81           |

### Vrouwen
| Wedstrijd            | Goud                                                     | Tijd              | Zilver                                       | Tijd              | Brons                                                  | Tijd              |
| 1e 500 m             | Erin Jackson Verenigde Staten                            | 37,61             | Nao Kodaira Japan                            | 37,74             | Olga Fatkoelina Rusland                                | 38,07             |
| 2e 500 m             | Erin Jackson Verenigde Staten                            | 37,55             | Angelina Golikova Rusland                    | 37,63             | Nao Kodaira Japan                                      | 37,78             |
| 1000 m               | Brittany Bowe Verenigde Staten                           | 1.14,78           | Miho Takagi Japan                            | 1.15,38           | Nao Kodaira Japan                                      | 1.15,71           |
| 1500 m               | Miho Takagi Japan                                        | 1.56,00           | Brittany Bowe Verenigde Staten               | 1.56,60           | Nadezjda Morozova Kazachstan                           | 1.56,92           |
| 3000 m               | Irene Schouten Nederland                                 | 4.04,00           | Isabelle Weidemann Canada                    | 4.05,25           | Francesca Lollobrigida Italië                          | 4.06,52           |
| Massastart           | Irene Schouten Nederland                                 | 62 punten 8.25,21 | Ivanie Blondin Canada                        | 40 punten 8.25,49 | Francesca Lollobrigida Italië                          | 24 punten 8.25,65 |
| Ploegenachtervolging | Canada Ivanie Blondin Valérie Maltais Isabelle Weidemann | 3.00,28           | Japan Misaki Oshigiri Ayano Sato Miho Takagi | 3.01,51           | Nederland Antoinette de Jong Irene Schouten Ireen Wüst | 3.02,69           |